# Manettia hotteana
Manettia hotteana är en måreväxtart som beskrevs av Ignatz Urban och Erik Leonard Ekman. Manettia hotteana ingår i släktet Manettia och familjen måreväxter.
Artens utbredningsområde är Haiti. Inga underarter finns listade i Catalogue of Life.